# تراولر کلاس کستل
تراولر کلاس کستل (به انگلیسی: Castle-class trawler) یک کلاس از کشتی است.